# 清香藤
清香藤（学名：[Jasminum lanceolarium] 错误：{{Lang}}：文本有斜体标记（帮助））为木犀科素馨属的植物。分布在台湾岛以及中国大陆的甘肃、长江流域、陕西等地，生长于海拔2,200米的地区，见于山坡、灌丛以及山谷密林中，目前尚未由人工引种栽培。

## 别名
川清茉莉（中国树木分类学） 光清香藤（植物分类学报） 北清香藤（中国高等植物图鉴）